# Голишманово (смт)
Голишма́ново (рос. Голышманово) — селище міського типу, адміністративний центр Голишмановського міського округу Тюменської області, Росія.

## Географія
Розташований на річці Катишка (басейн Іртиша), за 225 км на схід від Тюмені.

## Історія
Населений пункт був заснований в 1911 році у зв'язку з будівництвом залізниці Тюмень — Омськ. Отримав початкову назву Катишка. З початку XX століття в селищі активно розвивалися миловарне, пімокатне, лляне, кондитерське, ковбасне виробництва, ткацтво, обробка шкір, деревини та інші ремесла.
11 червня 1948 року населений пункт отримав сучасну назву.

## Населення
Населення — 13634 особи (2010, 13510 у 2002).